# Lilian Thuram
Ruddy Lilian Thuram-Ulien (Pointe-à-Pitre, 1. siječnja 1972.) bivši je francuski nogometaš i reprezentativac. S reprezentacijom Francuske postao je svjetski (1998.) i europski (2000.) prvak. Igrao je za Monaco, Parmu, Juventus i Barcelonu u kojoj je i okončao igračku karijeru 2008. godine.
Thuram je zapravo trebao postati svećenik, no otkrio je nogometne talente i počeo se baviti nogometom. Prije dolaska u Barcelonu igrao je u Juventusu sve do skandala o namještanju utakmica kada je odlučio, zajedno s većom količinom igrača, da će napustiti Juventus.
Jedina dva gola za reprezentaciju Francuske zabio je Hrvatskoj (pobjeda 2:1 ; Thuram 2x, Šuker) u polufinalu Svjetskog prvenstva 1998. u Francuskoj.